# ブレイズ&モンスター・マシン
ブレイズ&モンスターマシン（Blaze and the Monster Machines）は、アメリカ合衆国とカナダのテレビアニメ。アニメーション制作はニコロデオン。アメリカでは2014年10月13日から放送されている。日本では2018年1月30日からニコロデオンで放送され、2021年4月28日からNick+（Rakuten TV）で日本語吹き替え版が配信されている。本作ではSTEM教育（科学・技術・工学・数学）に触れた内容となっている。

## キャラクター
ブレイズ
声 - ノーラン・ノース / 勝杏里(日本語吹き替え版)
本作の主人公、車の色は赤で炎のエンブレムが特徴。
AJ
声 - デュサン・ブラウン→カリール・ハリス→ラモーン・ハミルトン→リード・L・シャノン / おまたかな (日本語吹き替え版)
ドライバー、ブレイズの仲間。
クラッシャー
声 - ケビン・マイケル・リチャードソン / 山下タイキ (日本語吹き替え版)
ブレイズ、AJとはライバルの関係。
ピックル
声 - ナット・ファクソン / 藤井雄太 (日本語吹き替え版)
クラッシャーの相棒。
ギャビー
声 - アンジェリーナ・ヴァーラー→モリー・ジャクソン / 小桧山絵樹 (日本語吹き替え版)
メカマニア。
ストライプス
声 - スニル・マルホートラ / 藤井雄太 (日本語吹き替え版)
スターラ
声 - ケイト・ヒギンズ / 島田愛野 (日本語吹き替え版)
ダリントン
声 - アレクサンダー・ポリンスキー / ケンコー (日本語吹き替え版)
ゼグ
声 - ジェームズ・パトリック・スチュアート / 山下タイキ (日本語吹き替え版)
ガス
声 - ? / 島田健吾 (日本語吹き替え版)
ジョー
声 - ? / 寺畠陸 (日本語吹き替え版)
ワット
声 - メラニー・ミニチーノ
シーズン3より登場

## エピソード

### シーズン1
| 話数 US | 話数 JP | 邦題                           | 原題                      |
| ------- | ------- | ------------------------------ | ------------------------- |
| 1-2     | 1-2     | 走れ ブレイズ！                | Blaze of Glory            |
| 3       | 3       | ピストンを探せ                 | The Driving Force         |
| 4       | 4       | 道具を取り返せ                 | Tool Duel                 |
| 5       | 5       | ジャンプを止めて！             | The Bouncy Tires          |
| 6       | 7       | ヨットレース                   | Epic Sail                 |
| 7       | 6       | スタントマニア！               | Stuntmania!               |
| 8       | 9       | ジャングルホーン               | The Jungle Horn           |
| 9       | 8       | チーム・トラック・チャレンジ   | The Team Truck Challenge  |
| 10      | 11      | ロボットたちが大暴れ           | Cake-tastrophe!           |
| 11      | 10      | チームメートを集めよう         | Truckball Team-Up         |
| 12      | 12      | なぞの盗賊                     | The Mystery Bandit        |
| 13      | 14      | ガスクァッチ                   | Gasquatch!                |
| 14      | 15      | トラックレンジャーズ           | Truck Rangers             |
| 15      | 16      | トラック・ウォッシュが大爆発   | Trouble at the Truck Wash |
| 16      | 13      | ゼグと恐竜のタマゴ             | Zeg and the Egg           |
| 17      | 19      | ロケットを救え                 | Runaway Rocket            |
| 18      | 17      | 迷子のウシたち                 | Cattle Drive              |
| 19      | 18      | ドラゴン・アイランド・デュエル | Dragon Island Duel        |
| 20      | 20      | 病気を治そう                   | Sneezing Cold             |